# Sha Zi
Sha Zi ist eine chinesische Band aus Peking. Musikalisch verbindet Sha Zi chinesische Rockmusik mit Blues-Elementen amerikanischer Tradition. Der Bandname Sha Zi ist das chinesische Wort für "Sand".

## Geschichte
Fragt man Liu Donghong, Sänger der Band Sha Zi, wann er zum ersten Mal Gitarre spielte, kann er sich daran nicht mehr erinnern. „Mir wird erzählt, dass ich ungefähr drei Jahre alt war, als ich die Gitarre meines Vaters entdeckte“, sagt er. „Die war allerdings völlig verstimmt und ich habe meinen Vater nie darauf spielen hören oder sehen.“ Es sollten noch ein paar Jahre vergehen, bis Liu Donghong seine erste Band gründete. Das war 1996, er war 25 Jahre alt, hatte sich inzwischen seine erste gebrauchte Gitarre gekauft und zahllose Songs geschrieben.
Ihr erstes Konzert gaben Sha Zi im gleichen Jahr an einer Fremdsprachenuniversität. Liu Donghong erinnert sich: „Ich glaube, sie hatten viel Spaß mit uns. Alle Bands, die dort damals auftraten, waren schrecklich schlecht. Und wir waren nicht besser.“ Da sich das dringend ändern musste, zog sich die Band in den Folgejahren drei Sommer lang in die Pekinger Westberge zurück – sie mieteten sich billig in einen uralten Tempel in Badachu ein, spielten den ganzen Tag zusammen und fuhren nur in die Stadt zurück, um Konzerte zu geben.
Bis zum heutigen Tag stammen alle Songs von Sha Zi von Sänger Liu Donghong und sind in Chinesisch verfasst. Manche seiner Songs sind einfache Liebeslieder, manche erzählen wie der Song „Fortune“ von der sozialen Misere, in der China gerade steckt. Mit seinen Texten, die er oft in Sprechgesang vorträgt, knüpft Liu Donghong sowohl an die Entstehung der chinesischen Rockmusik als Protestkultur in den 80er Jahren an, als auch an die Tradition des amerikanischen Blues bis hin zu Tom Waits, in dessen Texten es auch oft um ganz konkrete Geschichten kleiner Männer geht. Es sind die menschlichen Schattenseiten des chinesischen Traums, für die sich Liu Donghong immer interessieren wird: Für die Randgestalten, Nachtschwärmer und die Trinker, für die Erniedrigten und Beleidigten, die Gestrandeten und Beschädigten.
Ihre Konzerte vor meist ausschließlich chinesischem Publikum sind in der Regel gut besucht. Im Winter 2005 machten sie in ihrer heutigen Bandbesetzung mit Liu Donghong (Vocals, Gitarre), Da Chuan (Gitarre), He Wenjin (Bass) und Wang Bin (Schlagzeug) als chinesische Band eine große Tournee durch China mit Auftritten in neun chinesischen Städten.
Im Jahr 2005 standen Sha Zi in dem Dokumentarfilm Beijing Bubbles vor der Kamera und gaben den deutschen Filmemachern Susanne Messmer und George Lindt einen Einblick in die gegenwärtige Punk- und Rock-Subkultur in China sowie in das chinesische Alltagsleben fernab der glitzernden Einkaufstempel und Bürohäuser.
2010 erschien bei der deutsch-chinesischen Plattenfirma Fly Fast Concepts das Album The World is a Fairytale in einer erweiterten Fassung mit mehrsprachigen Booklet (chinesisch, deutsch, englisch) und einer Dokumentation.
Innerhalb des Kulturaustauschprojektes Poptastic Conversation China erschien ein Song in deutscher Sprache. Ein Begleitbuch bietet umfangreiche Infos über die Band und anderer Bands aus China und Deutschland.

## Diskografie
- The Stars Fall on My Head (2001)
- The World Has Become a Fairytale (2006)